# Biały Bór (gemeente)
De gemeente Biały Bór is een stad- en landgemeente in het Poolse woiwodschap West-Pommeren, in het noordoosten van powiat Szczecinecki.
De gemeente bestaat uit 17 administratieve plaatsen solectwo: Biała, Biały Dwór, Bielica, Biskupice, Brzeźnica, Dyminek, Drzonowo, Grabowo, Kaliska, Kazimierz, Kołtki, Przybrda, Sępolno Małe, Sępolno Wielkie, Stępień, Świerszczewo en Trzebiele.
Zetel van de gemeente is in de stad Biały Bór.
De gemeente beslaat 15,3% van de totale oppervlakte van de powiat.

## Demografie
De gemeente heeft 6,7% van het aantal inwoners van de powiat.

## Plaatsen zonder de statussołectwo
Bagniewko, Białka, Biskupice-Kolonia, Błogowo, Borzęcino, Cieszęcino, Cybulin, Dalkowo, Dołgie, Domaradz, Donimierz, Jawory, Kamienna, Kierzkowo, Koleśnik, Kosobudy, Linowo, Lubiesz, Miłkowo, Miłobądz, Ponikwa, Radzewo, Rosłonki, Rzyszczewko, Stepno, Zduny

## Aangrenzende gemeenten
- Szczecinek (powiat Szczecinecki)
- Bobolice en Polanów (powiat Koszaliński)

in Pommeren:
- Miastko (powiat Bytowski)
- Koczała en Rzeczenica (powiat Człuchowski)

## Externe links

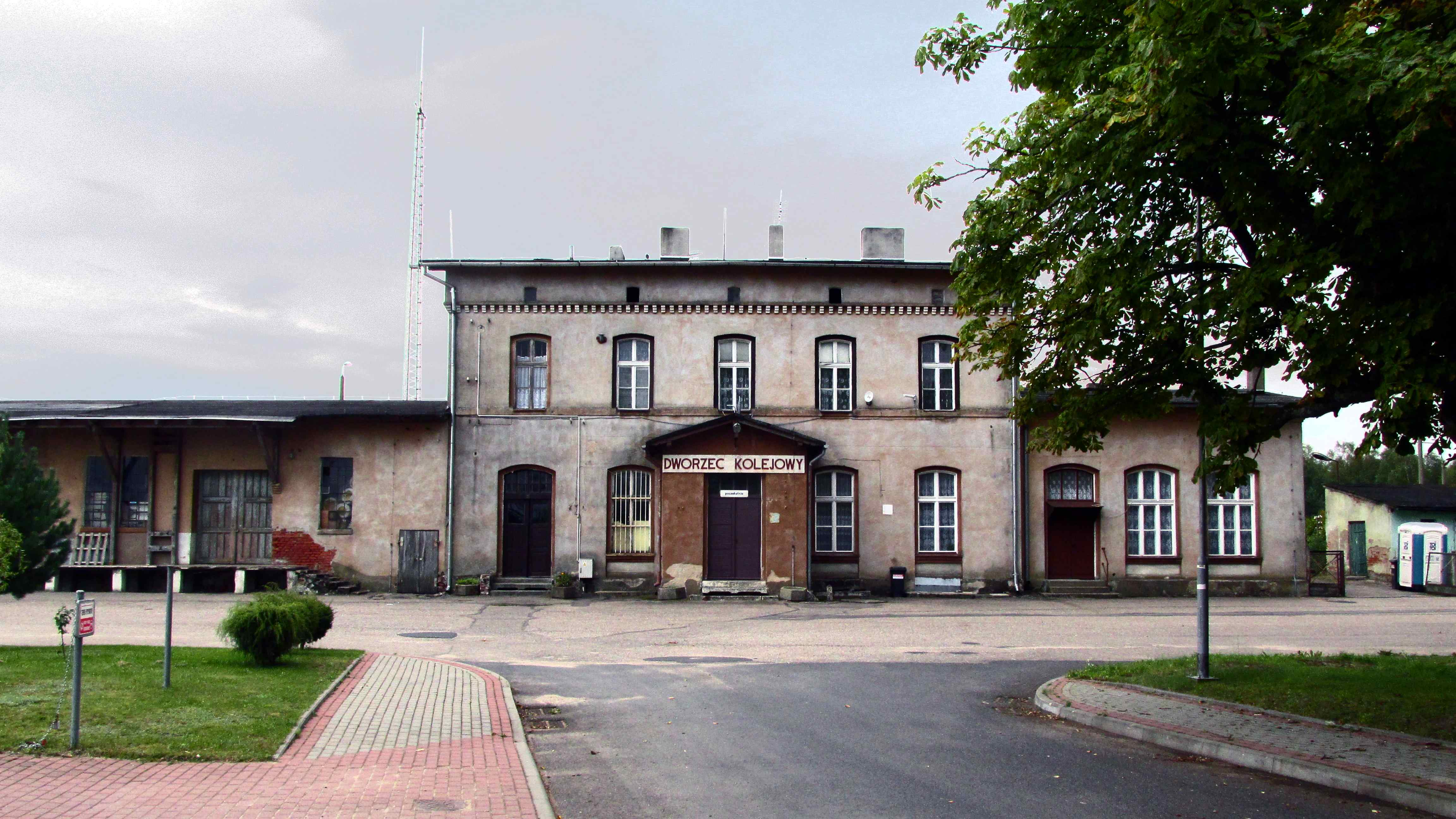
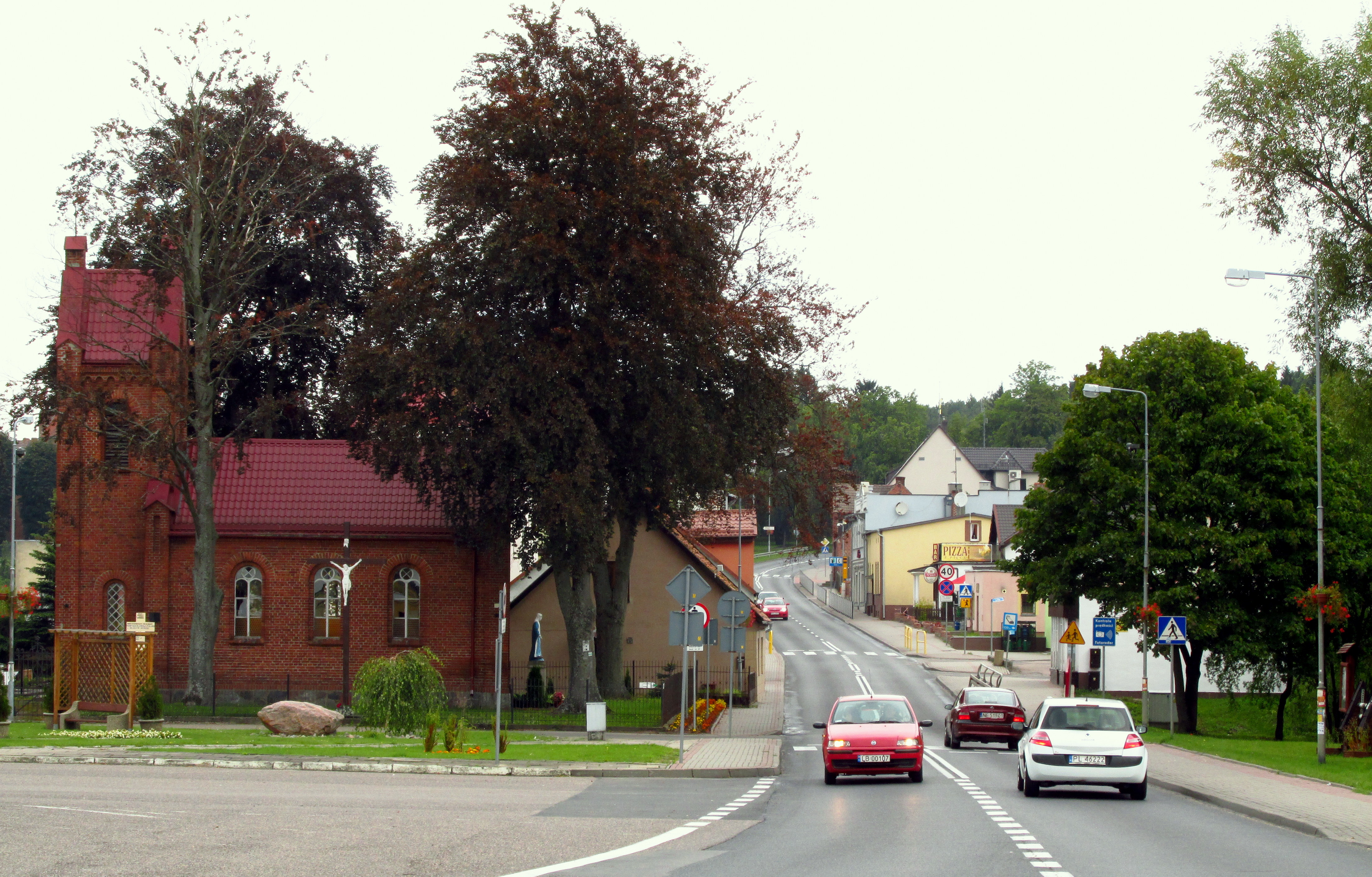
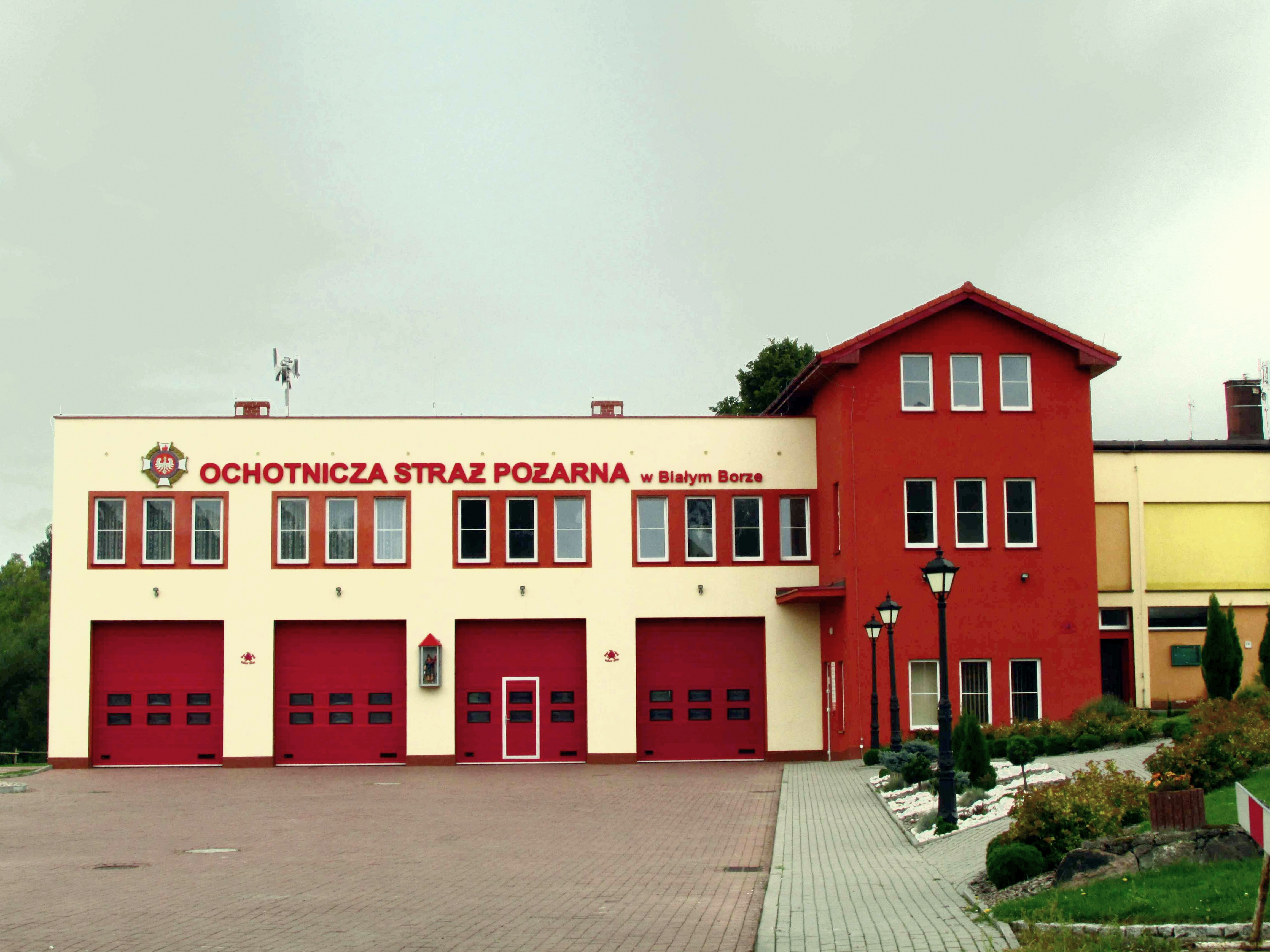